# Ченчи, Беатриче
Беатриче Ченчи (итал. Beatrice Cenci; 6 февраля 1577, палаццо Ченчи, Рим — 11 сентября 1599, мост Святого Ангела, Рим) — отцеубийца, дочь римского аристократа Франческо Ченчи (1527—1598), прославившаяся красотой и мужественным поведением во время расследования и казни. В 1598 году вместе с мачехой Лукрецией Петрони-Ченчи и братом Джакомо вступила в сговор, чтобы убить отца, «грубого и развратного» старика. Была осуждена за это преступление и казнена вместе с сообщниками через отсечение головы. Эта история послужила сюжетом многочисленных литературных произведений.

## Преступление
Род Ченчи был богатым римским семейством. Дед Беатриче, прелат, был казначеем папы римского Пия V, её отец, граф Франческо, был бастардом этого высокого церковного чина. Шелли описывал палаццо Ченчи в Риме так: «Палаццо расположено в одном из мрачных уголков Рима, вблизи Еврейского квартала: из верхних его окон можно видеть обширные руины Палатинского Холма, наполовину скрытые под навесом пышной растительности».

Некий старик, прожив жизнь в распутстве и беззакониях, в конце концов проникся неумолимою ненавистью к своим собственным детям; по отношению к одной из дочерей это чувство выразилось в форме кровосмесительной страсти, отягченной всякого рода жестокостями и насилием. Дочь его, после долгих и напрасных попыток избегнуть того, что она считала неизгладимым осквернением души и тела, задумала наконец, с своею мачехой и братом, убить общего их притеснителя. (Перси Шелли, Предисловие к трагедии «Ченчи»)
Классическая версия истории Беатриче Ченчи, считающаяся некоторыми историками более легендарной, чем правдивой, такова: Франческо ненавидел своих семерых детей от первого брака с Эрсилией Санта Кроче (итал. Ersilia Santa Croce), сыновей лишил поддержки, а дочерей избивал. Старшая сестра Беатриче — Антония, все-таки успела выйти замуж: хотя за ней был очень суровый надзор, она сумела переслать Римскому Папе слезное прошение, в котором рассказывала о чудовищном обращении с нею и умоляла его святейшество выдать её замуж либо поместить в монастырь. 
Климент VIII сжалился над ней; он заставил Франческо Ченчи дать дочери в приданое шестьдесят тысяч экю и выдал её за Карло Габриели из благородного рода Губбио. (Позже она умерла родами).
А Беатриче отец выдавать решительно отказывался. В конце концов он поместил её и свою вторую жену, молодую Лукрецию, в свой замок Петрелла (итал. Petrella Salto) под Римом, где, как принято считать, совершил с Беатриче насильственный грех кровосмешения. Как утверждают, Беатриче направила Папе прошение, в котором жаловалась на эти обстоятельства, но оно не достигло цели. Предполагают, именно после этого Беатриче задумала преступление.
Она взяла себе в помощники либо брата Джакомо, либо управляющего, либо коменданта крепости. Франческо пытались отравить, но опиум его не взял, после чего было принято решение его убить оружием, а тело выбросить из окна, сымитировав несчастный случай. Заговор составила Беатриче, её молодая мачеха Лукреция, старший сын Джакомо, сеньор Гуэрра (итал. Guerra), которому было отказано в руке Беатриче. Джакомо нашёл одного наёмного убийцу, которого звали Марцио Каталано (итал. Marzio Catalano da Fiorani); второго, по имени Олимпио Кальветти (итал. Olimpio Calvetti), нашёл Гуэрра.
Хотя точных данных об истинных мотивах преступления и совершенном инцестуальном изнасиловании не существует, данный вариант легенды сформировался, став особенно популярным в романтический период Нового Времени. Образ насилуемой отцом девушки, на глазах у мачехи, прямо на супружеской кровати, оказался чрезвычайно красочным и надолго вошел в европейскую литературу.

### Расследование и казнь
Преступление было совершено 9 сентября 1598 года. Спустя несколько месяцев, когда следователь начал собирать показания обслуги замка, один из наёмных убийц и предполагаемый любовник Беатриче — Олимпио, был уже убит по приказу сеньора Гуэрры, а второго, Марцио, успели арестовать и он дал показания, хотя затем от них отказался. Но случайно арестовали наёмного убийцу, нанятого Гуэррой для убийства Олимпио, и тот признался в выполнении данного заказа. Сеньор Гуэрра успел скрыться из Италии, переодевшись угольщиком. После этого семья Ченчи, состоявшая в тот момент из двух женщин и двух оставшихся в живых братьев — Джакомо и Бернардо, была арестована и подвергнута тяжелейшим пыткам, к которым оказалась стойка лишь Беатриче.

Понеже в течение всего допроса она не желала ни в чем признаться, двум стражникам было велено препроводить её из тюрьмы в пыточную камеру, в каковой её ждал палач; там, после того как ей обрили волосы, палач усадил её на низкую скамью, раздел, разул, связал руки за спиной, привязал к веревке, проходящей через блок, закрепленный в потолке оной камеры, а вторым концом привязанной к вороту, каковой вращается посредством четырех рукоятей двумя мужчинами.

И прежде чем подтянуть, мы вновь спросили её на предмет вышеупомянутого отцеубийства, однако вопреки представленным ей признаниям брата и мачехи, каковые признания те подписали, она упорно все отрицала, говоря: “Подвесьте меня и делайте со мной все, что желаете, я вам сказала правду и ничего иного не скажу, даже если меня разрубят на части”. (Пыточные записи дела Ченчи, по А.Дюма. «Знаменитые преступления»)
Несмотря на самые настойчивые просьбы, с которыми обращались к Папе Клименту VIII наиболее высокопоставленные лица в Риме, виновные были казнены. Общественное возмущение вызвало в частности, и то, что сам старик Ченчи в своё время трижды был заключён в тюрьму за чудовищные любовные наклонности и получил прощение от папы, уплачивая по 200 000 пиастров. Вся семья была арестована, дознание длилось год. Смертный приговор был вынесен всем, лишь в последний день был помилован младший брат, Бернардо, которому было 15 лет и в преступлении он не участвовал — смертная казнь была заменена на пожизненное заключение, через год покаяния он был отпущен. Всё богатство семьи Ченчи было конфисковано, и ходили слухи, что именно потому и был так суров приговор.
11 сентября 1599 года Беатриче вместе с братом Джакомо и мачехой Лукрецией были казнены на мосту Св. Ангела в Риме.
Беатриче была захоронена в церкви Сан-Пьетро-ин-Монторио рядом с Темпьетто, легендарной ренессансной постройкой Браманте, в четвёртой капелле слева. На её надгробии вырезан крест и, согласно её собственному завещанию, выбито единственное слово «Orate» — «молитесь» (лат.). В капелле Ченчи 11 сентября ежегодно служат мессу за упокой её души.

### Мнение историков
В Новое время эта история была опубликована в двенадцатитомной «Annali d’Italia», изданной Л. А. Муратори в 1740-х годах, откуда, как считается её опосредованно почерпнули и распространили писатели-романтики.
В 1-й половине XIX века итальянский историк Коррадо Риччи, первым изучивший все материалы «дела Ченчи» в итальянских архивах, издал эти данные, из которых следует, что Франческо Ченчи действительно был циником и мучителем, но обвинения в инцесте в документах отсутствуют.
В 1879 году доктор А. Бертолетти (итал. Antonio Bertoletti), издавший труд «Francesco Cenci e la sua Famiglia», полный архивных данных, установил настоящую дату рождения Беатриче — прежде считалось, что в момент убийства ей было 16 лет, хотя на самом деле ей было уже 22 года. Кроме того, существуют два завещания Беатриче. Интерес представляет то, что в обоих она оставляет определенные суммы денег некому неназванному ребёнку, находящемуся на попечении её подруги. Это позволило некоторым исследователям предположить, что этот ребёнок был её внебрачным сыном, и заключена в замок отцом она была не из прихоти, а в наказание за открывшееся прелюбодеяние. Предполагают, что отцом бастарда был Октавио, один из непосредственных убийц, так как существует много свидетельств об определённого рода отношениях между ним и Беатриче. Таким образом, правомерна версия, что отец её не насиловал, а лишь притеснял за грех прелюбодейства, а убийство совершил любовник из каких-то своих соображений, с некоторой натяжкой даже можно предположить, что Беатриче не знала об этом преступлении, как и утверждала во время пыток и дознания.

## Портреты
Описанный многими европейскими путешественниками XIX в. «Портрет Беатриче Ченчи» в палаццо Барберини долгое время считался работой Гвидо Рени. В настоящий момент полагают авторство неизвестного художника. Одна из версий — живописец из круга Рени, Элизабетта Сирани, известная тем, что повторяла работы учителя, облегчая и упрощая формы. Вдобавок, сам Гвидо Рени начал работать в Риме 9 лет спустя после казни; головка на портрете напоминает его изображения сивилл и может быть наброском к одной из них; да и первое упоминание изображения именно как портрета Ченчи в каталогах палаццо Барберини было обнаружено относящимся к 1783 г. — уже после опубликования этой истории.
«Энциклопедия Брокгауза и Эфрона» сообщает о существовании в XIX веке в Эрмитаже копии этого портрета, выполненной, предположительно, учеником Г. Рени.
Прекрасная, юная девушка — Беатриче Ченчи — приговорена была к смертной казни в силу интриг... Единственным защитником Беатриче Ченчи был художник, живописец. Ныне история и потомство, доверяя портрету кисти Гвидо Рени, осуждают папу, а в Беатриче видят одну из трогательнейших жертв гнусных интриг и низких страстей.
 (Оноре де Бальзак)
В той же галерее Барберини хранится портрет её мачехи, Лукреции.
Любопытно, что портрет Беатриче можно увидеть в кинофильме «Малхолланд Драйв» в квартире тёти Бэтти, причём обычно его ошибочно принимают за творение Яна Вермеера «Девушка с жемчужной серёжкой» из-за тюрбана и поворота головы. Также он фигурирует в кадре фильма «Поймай меня, если сможешь».
По мнению некоторых исследователей, во фреске Рени в церкви Сан-Грегорио-Маньо «Шествие св. Андрея на казнь» крестьянке с накинутым на голову покрывалом приданы черты Беатриче Ченчи

Другой факт из области истории искусств — предполагают, что молодой художник Караваджо присутствовал на казни Беатриче, и именно знакомство с этим видом казни, обезглавливанием, позволило ему написать с такими натуралистическими физиологическими подробностями свою «Юдифь».
- Сара Дойдж - "Беатриче Ченчи", около 1890. Национальная Библиотека Уэльса.
- Неизвестный художник - "Портрет Беатриче Ченчи" (эмаль, металл), 1842. Музей Виктории и Альберта
- Хэл Мэнсфилд Мюррей - "Портрет Альмы Мюррей в роли Беатриче Ченчи в пьесе "Ченчи" Перси Б.Шелли" (масло холст), 1887. Музей Виктории и Альберта.
- Генри Брокас - средний - "Портрет Беатриче Ченчи" (карандаш, пастель, бумага), ~приблизительно 1790-1810. Национальная Библиотека Ирландии.

## В культуре
Образ Беатриче Ченчи неоднократно привлекал внимание писателей Европы. Для писателей романтиков она была одним из тех ренессансных персонажей, которые позволяли размышлять о природе зла и его многообразных проявлениях. Первое и наиболее масштабное произведение создал поэт-романтик Перси Шелли. Считается, что сюжет драмы поэт позаимствовал из рукописи «Отчёт о смерти семейства Ченчи» (1599), обнаруженной им в архиве римского палаццо Ченчи — по крайней мере, он так утверждает в предисловии.

Поэта-романтика более всего интересуют в этой трагической коллизии два аспекта: тираноборчество и антиклерикализм. Разнузданная, не знающая никаких препятствий и запретов тирания отца и решимость дочери защитить от него себя и своих близких происходят из одного корня. Они оба утратили веру в божественный промысел. Франческо знает, что церковники, получающие от него щедрые подачки, отпустят ему любой его грех. Беатриса решается на убийство отца лишь после того, как убеждается, что никто из тех, кто должен был бы найти на него управу, делать этого не хочет. После гибели братьев для неё «свод небес запачкан кровью», а ощущение, что Бог её покинул, убеждает в том, что она вправе выступить судьей отцу, защитницей всей поруганной им семьи. Шелли дарит своей героине две потрясающие по силе эмоционального воздействия сцены. В начале 3-го акта сцена безумия Беатрисы, после того как отец надругался над ней, не уступает в своем трагизме сцене безумия Офелии; и в 5-м акте, когда она излагает перед судьями побудительные мотивы, те нравственные императивы, кои привели её к решению нанять убийц. Героиня Шелли проходит путь от смятения и ужаса перед жизнью и злодейством, за которое нет расплаты, до осознания себя хозяйкой собственной судьбы и своего права на защиту чести и достоинства. Убийство Франческо — акт справедливого возмездия. И те, кто закрывали так долго глаза на его преступления, отправляют на казнь Беатрису, её мачеху и брата именем того самого закона, который попрал их мучитель. («Энциклопедия литературных героев»; Wagner W. Shelley’s «The Cenci». Rostock, 1903.)

## В массовой культуре

### В литературе

#### В драматургии
- Винченцо Пьераччи (итал. Vincenzo Pieracci), пьеса «Беатриче Ченчи», 1816. Вероятней всего, вместе с изложением в «Annali d’Italia» повлияла на пьесу Шелли[4], хотя в предисловии тот ссылается исключительно на «старинный манускрипт».
- Перси Шелли, трагедия «Ченчи» (англ. The Cenci), 1819. 5-актная трагедия в белых стихах. Первый перевод на русский яз. Константина Бальмонта.
- Астольф де Кюстин, 5-актная трагедия «Беатриса Ченчи» (фр. Béatrix Cenci) (первоначально трагедия в стихах). Выдержала всего 3 представления в 1833.
- Юлиуш Словацкий, трагедия «Беатриче Ченчи», 1839.
- Джованни Баттиста Никколини, трагедия «Беатриче Ченчи», 1844.
- Альфред Нобель, пьеса «Немезида» (швед. Nemesis), тираж уничтожен, произведение расценено как кощунственное, 1896. 4-актная трагедия в прозе. Перевод на русский Николая Крюкова.
- Антонен Арто, драма «Ченчи», 1935.
- Феликс Браун, трагедия «Беатриче Ченчи», 1936.
- Альберто Моравиа, пьеса «Беатриче Ченчи», 1955.

#### В прозе и поэзии
- Стендаль, новелла «Ченчи» (фр. Les Cenci), 1837. Первоначально издана анонимно, как мистификация, якобы перевод настоящей итальянской «Подлинной истории смерти Жака и Беатрисы Ченчи и их мачехи Лукреции Петрони-Ченчи, казненных за отцеубийство в субботу 11 сентября 1599, в царствование нашего святейшего отца, папы Клемента VIII, Альдобрандини». Часть «Итальянских хроник» Стендаля.
- Анонимная «История семьи Ченчи. Перевод с итальянского оригинала, найденного в библиотеке Ватикана аббатом Анжело Майо, её хранителем», авторство предположительно атрибутируется Просперу Мериме.[12]
- Александр Дюма, эссе «Семейство Ченчи» в составе «Истории знаменитых преступлений», (Т.1).
- Никколини (итал. Niccolini) «Beatrice Cenci», 1844.
- Франческо Доменико Гверацци, роман «Беатриче Ченчи», 1856.
- Сара Пэйет (англ. Sarah Piatt), американская поэтесса. Поэма «Beatrice Cenci (In a City Shop-Window)», 1871.
- Оскар Уайльд, «Ченчи» («Эстетические миниатюры», фрагмент).
- Жюльетта Бенцони, глава в исторической книге «Кинжал и яд» о преступлениях.
- Габриэль Витткоп, «Хемлок, или Яды». Беатриче является одним из трёх главных персонажей книги.
- Сабрина Гатти, «11 сентября 1599 года, Беатрис Ченчи», произведение в поэтической прозе, включенное в сборник «Трон бедных», 2020.

### В музыке
- Балет Г. Боннера на музыку Гуммеля — «Страдания Ченчи».
- Бертольд Гольдшмидт (нем. Berthold Goldschmidt), опера «Beatrice Cenci».
- Хэвергал Брайан (англ. Havergal Brian), опера «The Cenci», 1951-52, по пьесе Шелли.
- Альберто Хинастера, опера «Беатриче Ченчи», 1971 — экспрессионистская и откровенно эротическая.
- Дж. Э.Кларк и Дж. Рольф, опера «Beatrice Chancy» по пьесе Шелли переносит действие из средневековой Италии в Новую Англию XIX в., 1999.
- Алессандро Лондеи (итал. Alessandro Londei), музыкальная драма «Beatrice Cenci» по пьесе Брунеллы Каронти (итал. Brunella Caronti), 2006.
- Гвидо Паннаин, опера «Беатриче Ченчи», 1942.

### В кинематографе
- Béatrix Cenci (1908)
- Beatrice Cenci (1909)
- Beatrice Cenci (1910)
- Beatrice Cenci (1926)
- Beatrice Cenci (1941), в гл. роли — Carola Höhn
- Беатриче Ченчи / итал. Beatrice Cenci (1956), реж. Риккардо Фреда, в гл. роли — Mireille Granelli
- Инквизиция  / итал. Beatrice Cenci (1969), реж. Лучо Фульчи. В роли Беатриче — Adrienne Larussa
- Трагическая история Беатриче Ченчи / итал. Beatrice Cenci, una storia maledetta (документальный фильм, 2011), реж. Алессандра Джиганте (итал. Alessandra Gigante)

## Интересные факты
- В честь Беатриче были названы площадь (итал. Piazza dei Cenci) и набережная Тибра (итал. Lungotevere dei Cenci).
- «Семья Ченчи» (итал. La famiglia de Cenci) — одна из тем, предложенных импровизатору в «Египетских ночах» Пушкина